# Concrete Revolutio～超人幻想～
《Concrete Revolutio～超人幻想～》（日語：コンクリート・レボルティオ〜超人幻想〜）是BONES和水島精二推出的原創動畫，2015年10月4日開始播放。2016年4月3日起播放第二季《Concrete Revolutio～超人幻想～The Last Song》。

## 故事簡介
故事以戰後日本高度經濟成長時期為時代背景和以「神化」的虛構年號紀年的日本為舞台。作品中，地球上存在特性各異、由來萬種的各種「超人」，有來自宇宙的巨人、魔科幻世界的生命體、古代即存的妖怪、科學狂人改造的機械人、遠古文明的遺產等。這些超人部分公然活動而受到民眾歡迎，也有部分在暗地裡活躍；而世間上則有和超人立場不同的各種組織、勢力存在並蠢動。
超人的存在，讓日本政府為了維持社會秩序，在厚生省下設立通稱為「超人課」的外圍組織，對外則偽稱「超過人口審議研究所」。超人課在該偽裝下，在社會上協助發現、保護、引導甚至是消滅超人。作品中，以超人課一員的「人吉爾朗」為主角。

## 登場角色
本作是以主角人吉爾朗尚隸屬於超人課時期（神化41年～），和他離開超人課後（神化44年後半～）這兩個時期來交叉描述故事，因此介紹內容也會分為兩個時期。

### 主要角色
人吉爾朗（聲：石川界人）
本作的主角。約20歲的青年（20歲前半→後半）。出身不詳，被人吉孫竹博士收養。從屬於超人課時常表示自己在其他的超人同僚中「只是個普通人」，不過隨著故事的發展，他本身的秘密與潛藏的「力量」也逐漸揭開其真面目。
【神化41年～】
在超人課中沒有職位，主要是負責駕駛「奇X」Equus與作亂的超人戰鬥。而在Equus無法發揮作用的危急情況下，被封印在其左臂的「某種存在」（爾朗表示那是希望能毀滅世界的「怪獸」）就會自動解放，但威力雖強卻無法自由控制，而且有著使用後就會昏迷的缺點。
【神化44年後半～】
因為某個理由而脫離超人課，成了被過去的同僚們追緝的身分。謀算著要毀滅超人課，因此在四處尋找可以做為同伴的超人。此時已能自由施展火焰，並有著非人的跳躍能力。就身手而言已能和與Equus單打獨鬥且不落下風的來人進行肉搏戰。
微微透露輝子是自己看重的人。
星野輝子（聲：上坂堇）
平常只是個普通的女子，有著強烈的正義感。會依情況用魔法變身為「魔法師（魔法少女）」。
和烏魯是來自其他次元、有如支配者般的存在，來到人類世界累積善行，但無意識中會和被幫助的對象訂下契約。
來地球的目的也是為了找尋配偶回魔界，真身是個冷酷無情的魔界女王，但只有在暴走的時候才會出現。
【神化41年～】
十多歲的女學生。平常在銀座的餐飲店打工，因為協助了偶然來到店中的爾朗而輾轉加入了超人課。
對爾朗有好感，但很在意與他形影不離的笑美。
【神化44年後半～】
不斷追擊著離開了超人課的爾朗。神化46年時已經20歲。
烏魯（聲：大川透）
輝子的老師，平時是以陶瓷娃娃的姿態在輝子身邊，可以變成輝子的交通工具，當輝子已真身出現時則變為輝子的武器。
鬼野笑美（聲：豐崎愛生）
「超人課」的核心成員，散發神秘氣息的年青成年女性。擁有高超的索敵能力與神秘知識，能施展怪異的能力。是爾朗從小學就一起生活的青梅竹馬，關係匪淺。
真正身份是從太古就被稱為「妖怪」的異種族與人類生下的混血兒。
風郎太（聲：中村繪里子）
妖精，喜歡和孩子們玩和惡作劇。前期被超人課逮住，後來加入了超人課，因為身體可以自由變身，常常做著潛入的工作，不老不死的型態，讓郎太不時感到寂寞，但遇到輝子他們後，似乎對現在的任務很有熱忱。
【"神化44年後半"】
作為超人課的成員追捕爾朗。
芳村兵馬（聲：川島得愛）
身分其實是未來人，因為在未來沒有了超人的存在，所以回到過去成立超人課，目的是保護超人，在這個時代活了三次，能力是變成豹，有能控制時間的懷錶(時間管理局的工具)。
【"神化44年後半"】
依然是超人課的成員，保護"剩下的"超人，有時幫助爾朗，有時敵對，看不慣公安局的做法。
秋田大司（聲：金尾哲夫）
前超人課課長，真身是來自宇宙的"幽夢"。藉由附身在超人身上來維持壽命，最後被爾朗打動，決定和其他兩位同伴幫助爾朗控制力量，意識消失在爾朗體內。
柴來人（聲：鈴村健一）
本作故事開始前，被某個邪惡組織綁架後殺害，並由某位天才科學家將其記憶與人格輸入人類型的機器人之中，以改造人的身分重回人世的男性。在人類外表下就能發揮出怪力，並在身體各部位皆內藏有武器裝置。
【神化41年～】
為警視廳機動隊「超人對策班」的唯一一名成員。和超人課是有著不同上級，但都屬於實際應對超人動態的組織。認定自己是人類，且敵視著所有超人。
改造人化在警視廳內只有少數幾人知道，此事也屬於高級機密，但在偵查超人的行動時與超人課針鋒相對的期間被他們發現了這秘密。也因此被超人課的秋田課長要求將他當成超人來處理。
【神化44年後半～】
已離開警視廳。將自身外貌變成了外國人的模樣，是以偵探「LIGHT」身分被通緝的逃犯。深信祖國已然腐朽而打算用激進手段令其覺醒。
鋼鐵偵探LIGHT
來人的機器人姿態。能發揮出人類模樣時無法表現出的全部力量，並以超高速行動玩弄著對手。
人吉孫竹（聲：三木眞一郎）
爾朗的養父。以長年專門研究超人而聞名，並發表了許多論文，因此受聘於超人課擔任顧問。同時也是有名的冒險家。
在戰前就受到國家委託成為超人課的前身的組織成員。
於神化29年時與爾朗相遇，並收養了對方。
【"神化44年後半"】
兼任超人課課長，立場處於灰色地帶。

### 超人
白田晃（聲：西田雅一）
古羅斯奧肯
S遊星人（聲：逢坂力）
人造合體

興梠美枝子／人造人間乙號（聲：阿澄佳奈）

半田馨／人造人間丁號（聲：小西克幸）

亞絲（聲：竹達彩奈）
三純光（聲：立花慎之介）

### 其他
里見義昭（聲：浪川大輔）
東﨑倫子（聲：山根舞）

## 電視動畫

### 製作人員
- 原作：BONES、會川昇
- 監督：水島精二
- 監督補佐：黑川智之
- 角色設計、總作畫監督：伊藤嘉之
- 角色原案、概念藝術設計：伊東雜音、冰川碧流、平尾涼（日语：平尾リョウ）
- 科幻設計：海老川兼武、柳瀨敬之、渭原敏明（日语：渭原敏明）、松本秀幸
- 機械作畫監修：大塚健（日语：大塚健）
- 美術設定：二嶋隆文
- 美術監修：松本浩樹
- 美術監督：平間由香
- 色彩設計：竹澤聰
- 攝影監督：
- CGI監督：安東容太
- 編集：吉武將人
- 音響監督：三間雅文
- 音樂：石濱翔（日语：石濱翔）、帆足圭吾（日语：帆足圭吾）、山本陽介
- 音樂製作：Lantis、I WILL
- 音樂製作人：伊藤善之、齋藤滋
- 主製作人：藤澤宜彥
- 製作人：大藪芳廣、中路亮輔、高梨實、小岐須泰世、柳村努、保坂拓也、金子廣孝
- 動畫製作：BONES
- 製作：Concrete Revolutio製作委員會

### 主題曲
片頭曲
（第1－13話）
作詞、作曲、編曲、主唱：ZAQ
（第14－23話）
作詞、作曲、編曲、主唱：ZAQ
片尾曲
「The Beginning」（第1－13話）
作曲、編曲、音樂：山本陽介
「ALL-WAYS」（第14－23話）
作詞：松井洋平，作曲、編曲：山本陽介，主唱：山本陽介 feat. 玉置成實
「THE LAST SONG」（第24話）
作詞：ZAQ，作曲、編曲：山本陽介，主唱：山本陽介 feat. 玉置成實
插入曲
（第1話）
作詞：北山修，作曲：加藤和彥，編曲：Shingo Suzuki，主唱：川本真琴
（第2、16話）
作詞、作曲：荒木一郎，編曲：TECHNOBOYS PULCRAFT GREEN-FUND，主唱：宇都宮隆
（第3話）
作詞：五木寬之，作曲：加藤和彥，編曲：富田謙，主唱：西寺鄉太
（第5話）
作詞、作曲：浜口庫之助，編曲、主唱：日高央
（第6話）
作詞：松岡英明，作曲、編曲：TECHNOBOYS PULCRAFT GREEN-FUND，主唱：Mountain Horse（TECHNOBOYS PULCRAFT GREEN-FUND feat. 松岡英明）
（第6、11、13話）
作詞、作曲、編曲：CMJK，主唱：Angel Stars（ささかまリス子、上花楓裏）
「Time Slipper」（第6話）
作詞、作曲、編曲、主唱：石田昭一
（第7話）
作詞、作曲：釜萢弘，編曲、主唱：曾我部惠一
（第11、24話）
作詞、作曲、編曲：淺田祐介，主唱：Angel Stars（ささかまリス子、上花楓裏）
（第13話）
作詞：安井一美，作曲：井上堯之，編曲：佐藤洋介，主唱：杏子
（第13話）
作詞：安井一美，作曲：井上堯之，編曲：CMJK，主唱：Angel Stars（ささかまリス子、上花楓裏）
（第14話）
作詞：及川恒平，作曲：小室等，編曲：CMJK，主唱：CUTEMEN
「 -Resentment ver.-」（第15話）
作詞、作曲、編曲：CMJK，主唱：
（第18話）
作詞：內田良平、，作曲：平田隆夫，編曲：2ANIMEny DJs，主唱：真山梨花
（第19話）
作詞、作曲：井上陽水，編曲：TECHNOBOYS PULCRAFT GREEN-FUND，主唱：淺岡雄也
（第21話）
作詞：阿久悠，作曲：大野克夫，編曲：高野健一，主唱：小暮閣下
（第23話）
作詞：高田裕夫，作曲：佐瀨壽一，編曲、主唱：寺岡呼人
（第23話）
作詞、作曲：細野晴臣、大瀧詠一、鈴木茂、松本隆，編曲、主唱：高野寬
（第24話）
作詞、作曲：谷村新司，編曲：千葉"naotyu-"直樹，主唱：相川七瀨

### 各話列表
| 話數   | 日文標題 | 中文標題                     | 劇本     | 分鏡                                     | 演出              | 作畫監督                                | 機械作畫監督 |
| 第1期  | 第1期    | 第1期                        | 第1期    | 第1期                                    | 第1期             | 第1期                                   | 第1期        |
| ------ | -------- | ---------------------------- | -------- | ---------------------------------------- | ----------------- | --------------------------------------- | ------------ |
| 第1話  |          | 東京魔女                     | 會川昇   | 水島精二 大塚健 村木靖                   | 黑川智之          | 伊藤嘉之                                | 大塚健       |
| 第2話  |          | 在黑霧之中                   | 會川昇   | 山本秀世                                 | 大嶋博之          | 稻留和美                                | 不適用       |
| 第3話  |          | 鐵骨之人                     | 會川昇   | 久保田雄大                               | 龜井治            | 小平佳幸                                | 橫屋健太     |
| 第4話  |          | 日本「怪獸」史 前篇          | 會川昇   | 黑川智之                                 | 孫承希            | 塚本知代美、西島翔平                    | 三谷高史     |
| 第5話  |          | 日本「怪獸」史 後篇          | 會川昇   | 黑川智之 三條なみみ 大塚健 水島精二      | 黑川智之          | 齊藤英子                                | 長野伸明     |
| 第6話  |          | 這群傢伙總是在笑             | 會川昇   | 吉田徹                                   | 吉田徹            | 上竹哲郎                                | 不適用       |
| 第7話  |          | 穿越天空和星辰吧             | 會川昇   | 工藤進                                   | 矢野孝典          | 村井孝司、三谷高史                      | 不適用       |
| 第8話  |          | 無人知曉天弓騎士             | 會川昇   | 大塚健                                   | 大久保朋          | 森島範子                                | 大塚健       |
| 第9話  |          | 漫無止境的家人的盡頭         | 辻真先   | 吉田徹                                   | 孫承希            | 稻留和美                                | 橫屋健太     |
| 第10話 |          | 命運的幻影                   | 會川昇   | 龜井治                                   | 龜井治            | 小平佳幸、齊藤英子 森島範子、三谷高史   | 佐藤千春     |
| 第11話 |          | 正義／自由／和平             | 會川昇   | 黑川智之 水島精二 三條なみみ             | 大町生            | 長谷部敦志、出雲譽明 中野彰子           | 長野伸明     |
| 第12話 |          | 八高超人墜落事件             | 會川昇   | 中村里實                                 | 矢野孝典          | 森島範子、村井孝司 青野口司、           | 長野伸明     |
| 第13話 |          | 新宿騷亂                     | 會川昇   | 京田知己 三條なみみ 黑川智之 水島精二    | 大久保朋          | 稻留和美、三谷高史 齊藤英子、伊藤嘉之   | 大塚健       |
| 第2期  |          |                              |          |                                          |                   |                                         |              |
| 第14話 |          | 十一月的超人們               | 會川昇   | 三條なみみ                               | 菱川直樹          | 森島範子                                | 長野伸明     |
| 第15話 |          | 君臨宇宙之物                 | 會川昇   | 大塚健                                   | 大久保朋          | 小平佳幸、長谷部敦志                    | 大塚健       |
| 第16話 |          | 在鮮花盛開的小鎮呼喚你的名字 | 中島一基 | 石平信司                                 | 前園文夫          | 中野彰子、小林一三                      | 不適用       |
| 第17話 |          | 德比拉與德比羅               | 辻真先   | 蘆野芳晴                                 | 矢野孝典          | 三谷高史                                | 不適用       |
| 第18話 |          | 加拿大一支黃花               | 會川昇   | 黑川智之                                 | 三宅和男          | 稻留和美、齋藤英子                      | 橫屋健太     |
| 第19話 |          | 參上，鐵面具                 | 會川昇   | 三條なみみ                               | 孫承希            | 出雲譽明、村井孝司 山口光紀             | 長野伸明     |
| 第20話 |          | 永無止境的戰鬥               | 虛淵玄   | 大久保朋                                 | 大久保朋          | 森島範子、三谷高史                      | 不適用       |
| 第21話 |          | 鋼鐵之鬼                     | 會川昇   | 大塚健                                   | 菱川直樹          | 小平佳幸、長谷部敦志 小田嶋瞳           | 大塚健       |
| 第22話 |          | 巨神們的時代                 | 會川昇   | 水島精二 黑川智之 村木靖                 | 黑川智之          | 齊藤英子、稻留和美 村井孝司             | 橫屋健太     |
| 第23話 |          | 怪獸與處女                   | 會川昇   | 石平信司                                 | 三宅和男 矢野孝典 | 出雲譽明、三谷高史 森島範子             | 長野伸明     |
| 第24話 |          | 你還能歌唱嗎                 | 會川昇   | 黑川智之 大塚健 石平信司 松尾衡 水島精二 | 大久保朋 菱川直樹 | 伊藤嘉之、小平佳幸 長谷部敦志、小田嶋瞳 | 大塚健       |

### 播放電視台
日本深夜動畫：下文記載的日本国内播放時間使用日本標準時間（UTC+9）表示。因為部分時間标识會採用30小时制，因此請留意这类超过24:00的时间，其實際播放時間為翌日清晨。
| 播放地區 | 播放電視台 | 播放日期                | 播放時間（UTC+9）         | 所屬聯播網 | 備註           |
| 第1期    | 第1期      | 第1期                   | 第1期                     | 第1期      | 第1期          |
| -------- | ---------- | ----------------------- | ------------------------- | ---------- | -------------- |
| 東京都   | TOKYO MX   | 2015年10月4日－12月27日 | 星期日 23時00分－23時30分 | 獨立局     | 製作委員會參加 |
| 京都府   | KBS京都    | 2015年10月4日－12月27日 | 星期日 23時30分－24時00分 | 獨立局     |                |
| 兵庫縣   | SUN電視台  | 2015年10月4日－12月27日 | 星期日 24時30分－25時00分 | 獨立局     |                |
| 日本全國 | BS11       | 2015年10月6日－12月29日 | 星期二 24時30分－25時00分 | 衛星電視   | ANIME+節目     |
| 日本全國 | AT-X       | 2016年1月16日－4月9日   | 星期六 21時00分－21時30分 | 衛星電視   | 有重播         |
| 第2期    |            |                         |                           |            |                |
| 東京都   | TOKYO MX   | 2016年4月10日－6月19日  | 星期日 23時00分－23時30分 | 獨立局     | 製作委員會參加 |
| 京都府   | KBS京都    | 2016年4月10日－6月19日  | 星期日 23時30分－24時00分 | 獨立局     |                |
| 兵庫縣   | SUN電視台  | 2016年4月10日－6月19日  | 星期日 25時00分－25時30分 | 獨立局     |                |
| 日本全國 | BS11       | 2016年4月13日－         | 星期二 24時30分－25時00分 | 衛星電視   | ANIME+節目     |
| 日本全國 | AT-X       | 2016年4月16日－         | 星期六 21時00分－21時30分 | 衛星電視   | 有重播         |

## 出版書籍

### 漫畫
Concrete Revolutio～超人幻想～
於KADOKAWA發行的《Young Ace》2015年9月号至2016年7月号進行連載。作画：ナイロン。單行本全2卷。內容與原作動畫差異甚大。
| 集數 | KADOKAWA       | KADOKAWA               |
| 集數 | 發售日期       | ISBN                   |
| ---- | -------------- | ---------------------- |
| 1    | 2015年10月26日 | ISBN 978-4-04-103670-9 |
| 2    | 2016年8月4日   | ISBN 978-4-04-103934-2 |

Concrete Revolutio～超人幻想～外傳 魔法少女天下御免！
於講談社發行的《月刊少年天狼星》2016年6月号至10月号進行連載。作画：名護ムツキ。系列構成為鐘弘亜樹。單行本全1卷。
| 集數 | 講談社        | 講談社                 |
| 集數 | 發售日期      | ISBN                   |
| ---- | ------------- | ---------------------- |
| 全   | 2016年9月27日 | ISBN 978-4-06-390656-1 |

### 小說
超人幻想 神化三六年
在動畫播出前，且相同世界觀的，且相同世界觀小說的於〈Mystery Magazine〉（早川書房）2015年5月号與7月号上刊載。後改為現名刊行。會川昇著 Hayakawa文庫JA刊。單行本全1卷。
| 集數 | 早川書房      | 早川書房               |
| 集數 | 發售日期      | ISBN                   |
| ---- | ------------- | ---------------------- |
| 全   | 2015年9月17日 | ISBN 978-4-15-031205-3 |

コンクリート・レボルティオ 超人幻想 星野輝子のキケンなお見合い！
動畫本篇的外傳小說。鐘弘亜樹著 講談社Ranobe文庫刊。單行本全1卷。
| 集數 | 講談社        | 講談社                 |
| 集數 | 發售日期      | ISBN                   |
| ---- | ------------- | ---------------------- |
| 全   | 2016年4月28日 | ISBN 978-4-06-381525-2 |

## 外部連結
- 電視動畫「Concrete Revolutio～超人幻想～」官方網站* （中文） （页面存档备份，存于）（日語）
- Concrete Revolutio～超人幻想～的X（前Twitter）（日語）
- Concrete Revolutio～超人幻想～的Facebook專頁（日語）